# Ådring
Ådring (eller åring) er kunsten at imitere træets struktur på andre overflader, eller at male f.eks. møbler så de fremstår som var de lavet af en anden træsort.
At ådre var især udbredt i det 19. århundrede hvor ædle træsorter (eks. mahogni-familien) var så dyre at man oftest valgte at efterligne dem.
Den tilsvarende kunst at efterligne stenoverflader kaldes marmorering.